# Friedrich Casimir Medicus

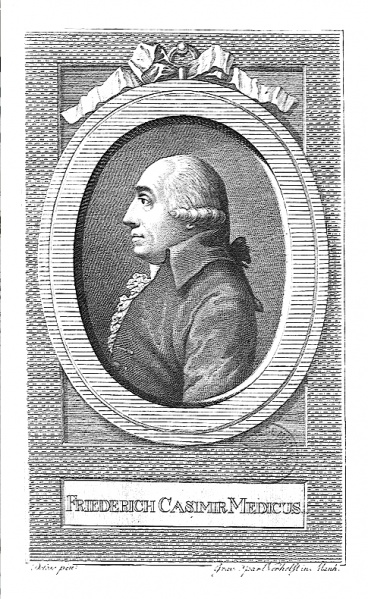
Friedrich Casimir Medicus; zeitgenössischer Stich

Friedrich Casimir Medicus, auch Friedrich Kasimir Medikus, (* 6. Januar 1736 in Grumbach; † 15. Juli 1808 in Mannheim) war ein deutscher Botaniker, Arzt und Gartendirektor. Sein offizielles botanisches Autorenkürzel lautet „Medik.“   

## Leben und Wirken
Medicus studierte in Tübingen, Straßburg und Heidelberg. Er arbeitete als Arzt in Mannheim. Herzog Christian von Pfalz-Zweibrücken ernannte ihn 1764 zum Hofrat und Hof-Medicus. 1766 war er bei der Anlegung des botanischen Gartens beteiligt. 1769 wurde er Garnisonsphysikus in Mannheim.
Schon 1761 war Medicus zum Mitglied der Kurbayerischen Akademie der Wissenschaften in München ernannt worden. Um 1760 wurde er Mitglied der Akademie gemeinnütziger Wissenschaften zu Erfurt; seit 1762 war er Mitglied der Leopoldina und der Kaiserlichen Akademie der Naturforscher in Wien, 1763 der Kurpfälzischen Akademie der Wissenschaften in Mannheim. 1769 wurde er Ehrenmitglied der physikalisch-ökonomischen Gesellschaft in Kaiserslautern und ein Jahr später deren Direktor. Als solcher gehörte er auch zu den Mitgründern der 1774 in staatliche Obhut überführten Hohen Kameral-Schule in Kaiserslautern. Er übernahm auch dort die Leitung und blieb in dieser Funktion auch nach der Verlegung der Hochschule nach Heidelberg.
Medicus war Gartendirektor in Schwetzingen und in Mannheim. Sein botanischer Garten wurde bei Beschießungen Mannheims 1795 und 1799 schwer beschädigt; kurz nach seinem Tode 1808 wurde er aufgelöst. Als Botaniker wurde er ein Gegner von Carl von Linnés biologischer Systematik und unterstützte vielmehr die botanische Systematik von Joseph Pitton de Tournefort, die jedoch letztlich von Linnés System verdrängt wurde.
Friedrich Casimir Medicus war freundschaftlich verbunden mit dem kurpfälzischen Minister Peter Emanuel von Zedtwitz, als dessen Hausarzt er auch fungierte.
Ludwig Walrad Medicus war sein Sohn.

## Ehrungen
Nach Medikus benannt ist die Pflanzengattung Medicusia Moench aus der Familie der Korbblütler (Asteraceae).

## Schriften (Auswahl)
- Geschichte periodischer Krankheiten. 2 Bände, Karlsruhe 1764 (Digitalisat).
- Brief an den Herrn Johann Georg Zimmermann […] über einige Erfahrungen aus der Arzenei-Wissenschaft. Mannheim 1766 (Digitalisat).
- Sur les rechûtes et sur la contagion de la petite vérole. Deux lettres. Mannheim 1767 (Digitalisat).
- Sammlung von Beobachtungen aus der Arzneywissenschaft. 2 Bände, Zürich 1764–1766 (Band 1, Band 2).
  - Neue Auflage. Zürich 1776 (Digitalisat).
- Von dem Bau auf Steinkohlen. Mannheim 1768 (Digitalisat) – Vorrede.
- Index plantarum horti electoralis Manhemiensis. Mannheim 1771 (Digitalisat).
- Breiträge zur schönen Gartenkunst.
  - 1. Auflage. Mannheim 1782 (Digitalisat, Digitalisat).
  - 2. Auflage. Mannheim 1783 (Digitalisat).
- Botanische Beobachtungen des Jahres 1782. 4 Hefte, Mannheim 1782–1784 (Digitalisat).
- Botanische Beobachtungen des Jahres 1783. Mannheim 1784 (Digitalisat).
- Theodora speciosa ein neues Pflanzengeschlecht. Mannheim 1786 (Digitalisat, Digitalisat).
- Ueber einige künstliche Geschlechter aus der Malven-Familie […]. Mannheim 1787 (Digitalisat, Digitalisat).
- Philosophische Botanik. 2 Hefte, Mannheim 1789–1791 (Heft 1, Heft 2).
- Lettre de M. Medicus […] à M. de la Méthérie […]. Mannheim 1790 (Digitalisat).
- Pflanzen-Gattungen nach dem Inbegriffe sämtlicher Fruktifikations-Theile gebildet, und nach dem Sexual-Pflanzen-Register geordnet; mit kritischen Bemerkungen. Mannheim 1792 (Digitalisat, Digitalisat).
- Ueber nordamerikanische Bäume und Sträucher. Mannheim 1792 (Digitalisat, Digitalisat).
- Geschichte der Botanik unserer Zeiten. Mannheim 1793 (Digitalisat, Digitalisat).
- Critische Bemerkungen über Gegenstände aus dem Pflanzenreiche. 2 Stücke, Mannheim 1793 (Digitalisat).
- Unächter Acacien-Baum. Zur Ermunterung des allgemeinen Anbaues dieser in ihrer Art einzigen Holzart. 5 Bände, Leipzig 1794–1801.
  - Band 1, 6 Stücke, Leipzig 1794–1796
    - 1. Stück (Digitalisat).
    - 2. Stück (Digitalisat).
    - 3. Stück (Digitalisat).
    - 4. Stück (Digitalisat).
    - 5. Stück (Digitalisat).
    - 6. Stück (Digitalisat).
    - Anhang (Digitalisat).

  - Band 2, 6 Stücke, Leipzig 1796–1797 (Digitalisat).
    - 1. Stück
    - 2. Stück (Digitalisat).
    - 3. Stück (Digitalisat).
    - 4. Stück (Digitalisat).
    - 5. Stück (Digitalisat).
    - 6. Stück (Digitalisat).

  - Band 3, 6 Stücke, Leipzig 1797–1798
  - Band 4, 5 Stücke, Leipzig 1798–1799
  - Band 5, 1 Stück, Leipzig 1801
- Ueber die wahren Grundsäzze des Futterbaues. Leipzig 1796 (Digitalisat).
- Beyträge zur Pflanzen-Anatomie. Pflanzen-Physiologie und einer neuen Charakteristik der Bäume und Sträucher. 7 Hefte, Leipzig 1799–1801 (Digitalisat).
- Pflanzen-physiologische Abhandlungen. 3 Bände, Leipzig 1803 (Band 1, Band 2, Band 3).
- Beiträge zur Kultur exotischer Gewächse. Mannheim 1806 (Digitalisat).

Zeitschriftenbeiträge
- Vorlesungen Ueber zwei im wasser vorgefundene unverwesliche koerper. In: Historia et commentationes academiae electoralis scientiarum et elegantiorum literarum Theodoro-Palatinae. Band 1, 1766, S. 469–486 (Digitalisat).
- Beschreibung der kornblume. In: Historia et commentationes academiae electoralis scientiarum et elegantiorum literarum Theodoro-Palatinae. Band 1, 1766, S. 491–505 (Digitalisat).
- Vorlesung Ueber die unverweslichkeit menschlicher koerper. In: Historia et commentationes academiae electoralis scientiarum et elegantiorum literarum Theodoro-Palatinae. Band 2, 1770, S. 309–402 (Digitalisat).
- Von der Neigung der Pflanzen sich zu begatten. In: Historia et commentationes academiae electoralis scientiarum et elegantiorum literarum Theodoro-Palatinae. Band 3, 1775, S. 116–192 (Digitalisat).
- Observationes Botanicae. In: Historia et commentationes academiae electoralis scientiarum et elegantiorum literarum Theodoro-Palatinae. Band 3, 1775, S. 193–274 (Digitalisat).
- Botanische Beobachtungen. In: Historia et commentationes academiae electoralis scientiarum et elegantiorum literarum Theodoro-Palatinae. Band 4, 1780, S. 180–208 (Digitalisat).
- Beschreibung der Lagerstroemia Indica. In: Historia et commentationes academiae electoralis scientiarum et elegantiorum literarum Theodoro-Palatinae. Band 4, 1780, S. 252–258 (Digitalisat).
- Botanische Beobachtungen über die Musa mensaria Rumph. In: Historia et commentationes academiae electoralis scientiarum et elegantiorum literarum Theodoro-Palatinae. Band 6, 1790, S. 347–368 (Digitalisat).
- Von zwei neuen Pflanzen-Geschlechtern, deren haupt-charaktere in dem wurzel-baue liegen. In: Historia et commentationes academiae electoralis scientiarum et elegantiorum literarum Theodoro-Palatinae. Band 6, 1790, S. 369–373 (Digitalisat).
- Über den gynandrischen Situs der staubfäden und Pistille einiger pflanzen. In: Historia et commentationes academiae electoralis scientiarum et elegantiorum literarum Theodoro-Palatinae. Band 6, 1790, S. 374–414 (Digitalisat).
- Ueber den verschiedenen Blüthenbau, vorzüglich in rücksicht der blumen. In: Historia et commentationes academiae electoralis scientiarum et elegantiorum literarum Theodoro-Palatinae. Band 6, 1790, S. 414–443 (Digitalisat).
- Ueber das Vermögen der Pflanzen, sich noch durch andere wege, als den saamen zu vervielfältigen, und fortzupflanzen. In: Historia et commentationes academiae electoralis scientiarum et elegantiorum literarum Theodoro-Palatinae. Band 6, 1790, S. 444–515 (Digitalisat).